# 中心公园停车场
22°33′22″N 114°04′30″E / 22.556°N 114.075°E

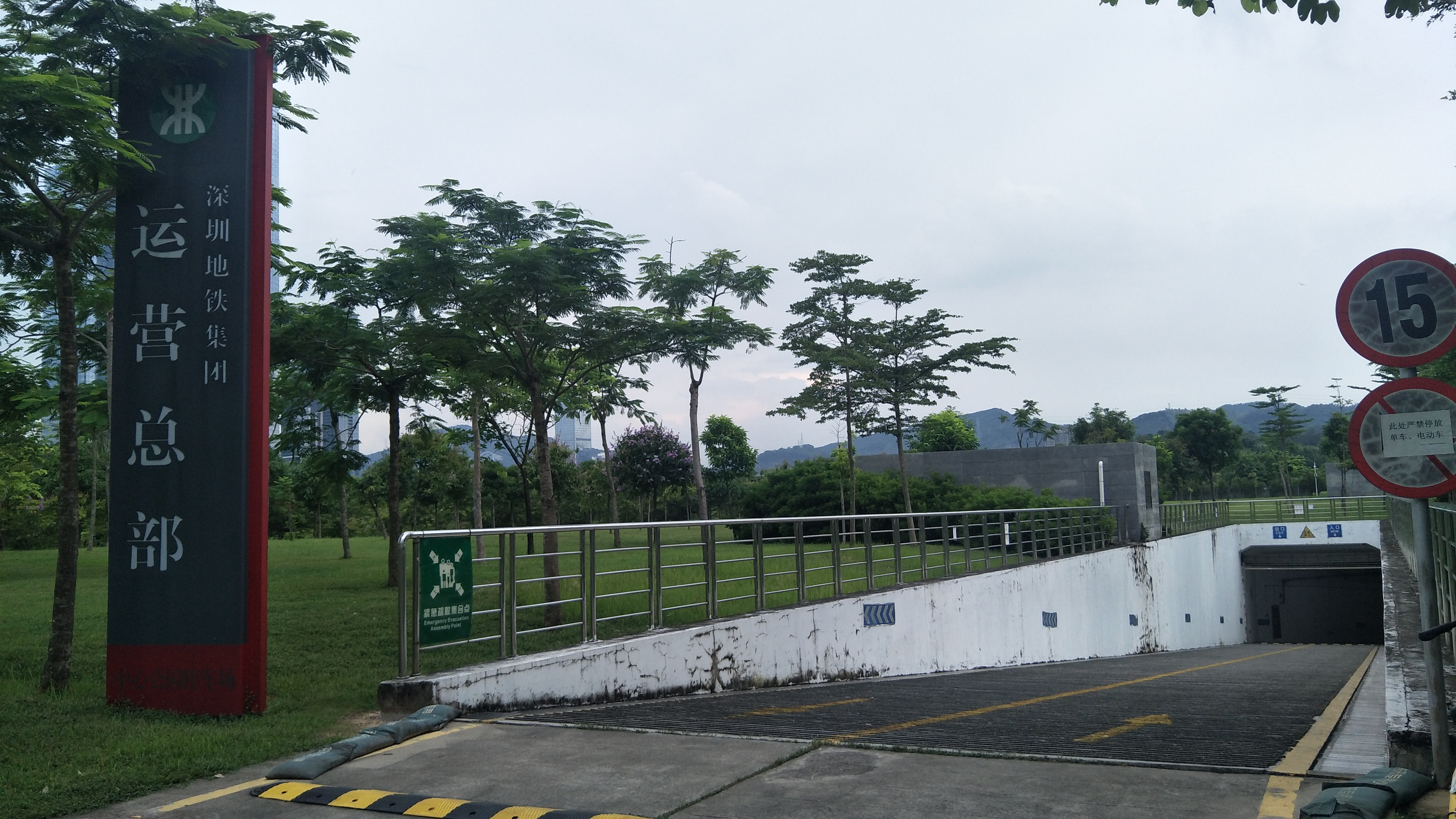
中心公园停车场大门

中心公园停车场是深圳地铁3號綫的地铁列车停车场。停车场位于中國廣東省深圳市中心公园东北部D1區的公园用地范围内，长约870米，宽约87米，其主体结构为单层框架剪钢筋混凝土结构，层高8至10米，建筑面积约4万平方米，最多可停放18列地铁列车。它是中国最大的地下停车场。现为深圳地铁集团的运营总部管理。
与横岗车辆段承担3號綫接车、试车、车辆检修和运营监控等综合性任务不同，中心公园地下停车场由停车线、列检线、工程车停放线组成，主要承担配备列车停放和列检任务以及一般故障处理、清洗及定期消毒等日常维护工作。

## 线路配备[2]
- 出入场线：设2条，与华新站西端接轨。
- 洗车线：设1条。
- 停车列检线：设9条，共停车18列。
- 临修线：设1条。
- 工程车停放线：设1条，有效长100米，用于停放各种轨道车、平板车等。
- 牵出线：设1条，有效长135米，供停车场内洗车作业时折返使用。